# DKW Frontwagen
De DKW Frontwagen was een modelserie van het Duitse automerk DKW die in 1931 op de markt gebracht werd door Zschopauer Maschinenfabrik J.S. Rasmussen (vanaf medio 1932 onderdeel van Auto Union AG).
De Frontwagens waren een van de eerste productievoertuigen in Duitsland waar voorwielaandrijving met succes toegepast werd. De naam "Frontwagen" werd echter alleen gebruikt als verkoopbenaming voor het DKW F1-model. Latere modellen in de reeks werden verkocht onder de naam "Meisterklasse" of "Reichsklasse".
De modelserie bestond uit de volgende types:
- DKW F1, gebouwd van 1931 tot 1932
- DKW F2, gebouwd van 1932 tot 1935
- DKW F4, gebouwd van 1934 tot 1935
- DKW F5, gebouwd van 1935 tot 1937
- DKW F7, gebouwd van 1937 tot 1938
- DKW F8, gebouwd van 1939 tot 1942 en als IFA F8 in Oost-Duitsland van 1949 tot 1955
- DKW F9, oorspronkelijk bedoeld voor 1940 maar wegens de Tweede Wereldoorlog niet op de markt gebracht. Na de oorlog geproduceerd in Oost-Duitsland als IFA F9 van 1950 tot 1956

Meer in het algemeen omvat de serie ook de volgende modellen die in West-Duitsland geproduceerd werden door het in Ingolstadt opnieuw opgerichte Auto Union GmbH:
- DKW F89, gebouwd van 1950 tot 1954
- DKW F91, gebouwd van 1953 tot 1957
- DKW F93, gebouwd van 1955 tot 1959

Modellen voor 1945:
Type P · 
4=8 (V 800/V 1000/Sonderklasse/Schwebeklasse) · 
F1 · 
F2 · 
F4 · 
F5 · 
F7 · 
F8 · 
F9 (prototype)
Modellen na 1945:
F10 · 
Meisterklasse (F89) · 
Sonderklasse (F91) · 
3=6 (F93/94) · 
Monza · 
Junior · 
F11/F12 · 
F102
Terrein- en bedrijfswagens:
Munga (F91/4) · 
DKW Schnellaster · 
DKW F 1000 L
Merknaam Auto Union:
1000 · 
1000 Sp
Afgeleide modellen:
IFA F8 · 
IFA F9 · 
Audi F103